# グルタミン酸マグネシウム
グルタミン酸マグネシウム(Magnesium diglutamate)は、化学式Mg(C5H8NO4)2の化合物である。グルタミン酸のマグネシウム酸塩である。
E番号はE625で、調味料として食品添加物に用いられる。